# Massifs Centraux (Tasmanie)
Les Massifs Centraux (Central Highlands en anglais) sont une région au centre de la  Tasmanie en Australie dont les frontières géographique et administrative coïncident étroitement. 

## Région géographique
Cette région de moyenne montagne et de lacs est surtout connue pour ses parcs qui en couvrent la plus grande partie:
- Parc national du mont Cradle et du lac St Clair - dans la partie occidentale
- Parc national des murs de Jérusalem - dans la partie centrale
- Aire de conservation du Plateau Central - dans la partie orientale

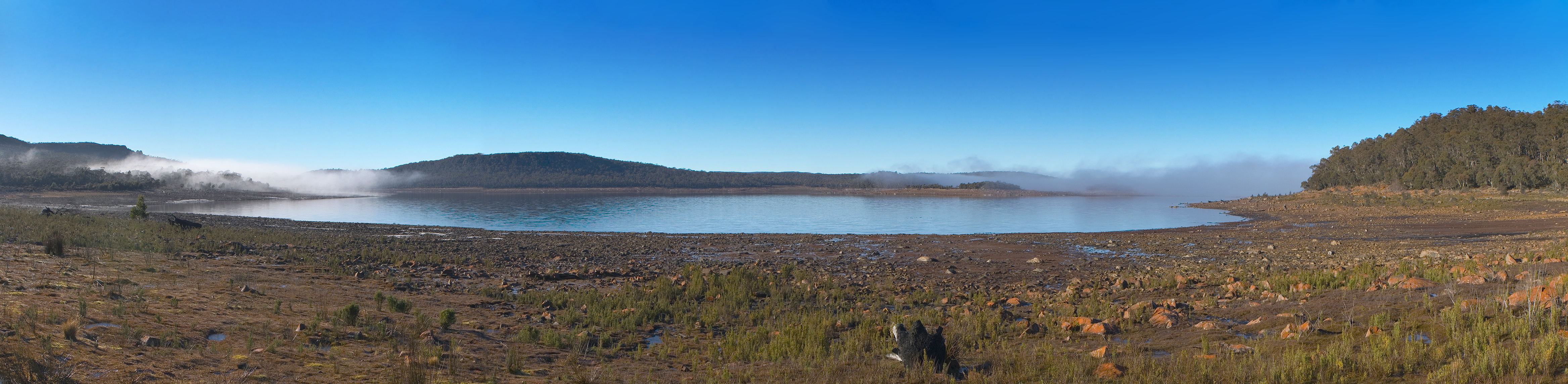
Le grand lac dans les Massifs centraux de Tasmanie.